# Euthalia mariae
Euthalia mariae är en fjärilsart som beskrevs av Hans Fruhstorfer 1904. Euthalia mariae ingår i släktet Euthalia och familjen praktfjärilar. Inga underarter finns listade i Catalogue of Life.